# Blodgett (Missouri)
Blodgett – wieś w Stanach Zjednoczonych, w stanie Missouri, w hrabstwie Scott.